# Марк Эфесский
Марк Эфе́сский (в миру Мануил Евгеник, греч. Μανουήλ Ευγενικός; 1392 — 23 июня 1444) — епископ Константинопольской православной церкви, митрополит Эфесский, православный богослов, участник Ферраро-Флорентийского собора, не принявший Флорентийскую унию.
В 1456 году и в 1734 году канонизирован в лике святителей, память совершается 19 января (по юлианскому календарю).

## Жизнеописание

### Юность и монашество
Марк родился в Константинополе, его отец был диаконом и сакелларием при храме Святой Софии, мать была дочерью врача. О происхождении Марка в своём синаксаре пишет его младший брат Иоанн Евгеник:

Родителями же его были Георгий, диакон и сакелларий Великой Церкви, — в те времена великий град вдвойне был богат, имея его также и наставником в Церкви Христовой, к которому стекалось множество молодых людей, — и Мария, некоего почтенного и боголюбивого врача дочь. Род же обоих совершенно зрится во всём благородством, сочетанным с благочестием к Богу и добродетелью украшенным.
— Иоанн Евгеник. Синаксарь
Марк получил домашнее образование, изучал риторику и математику. В 13 лет он лишился отца и продолжил обучение у двух знаменитых профессоров того времени: риторику изучал у Иоанна Хортасмена, а философию у Георгия Гемиста Плифона. В раннем возрасте Марк занял должность отца при храме Святой Софии, а в 24 года получил звание «Вотария Риторов».
С юности Марк имел склонность к богословию и аскетической жизни. В надгробном слове Геннадий Схоларий пишет про своего учителя:

Я могу сказать о праведности усопшего отца нашего, что будучи ещё юношей и прежде чем он умертвил свою плоть о Христе, он был уже праведнее пустынножительствующих отшельников, и что, отбросив от себя все мирское для Христа и приняв иго послушания Богу…

Будучи духовным сыном Константинопольского патриарха Евфимия, Марк стал приближен к императорскому двору и привлёк внимание императора Мануила II, который сделал его своим советником. В 1418 году Марк оставляет Константинополь и принимает монашеский постриг в обители на острове Антигон. Вскоре, опасаясь турецкого завоевания, монахи покинули обитель, и Марк возвращается в Константинополь и поселяется в Манганской обители, где, по словам Иоанна Евгеника: «крайнему трудоделанию и посту и спанию на земле и стоянию всенощному предав самого себя, и особенно тогда, когда остался один, часто прибавляя: „ничем из всего так не угождается Бог, как претерпением зол“…».

### Ферраро-Флорентийский собор

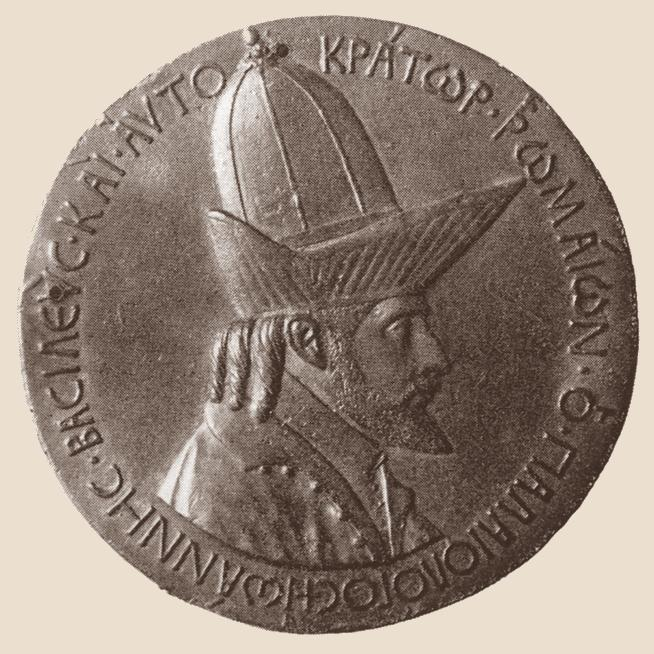
Император Иоанн VIII Палеолог

Император Иоанн VIII, сменивший Мануила, также высоко ценил Марка, о чём свидетельствует ряд сочинений святителей, написанных по просьбам императора дать ответы на вопросы богословско-философского характера. В 1437 году по воле императора Марк становится митрополитом Эфесским и 24 ноября вместе с ним и патриархом в составе делегации православных епископов отправляется на церковный собор с католиками в Феррару, который продлился два года и получил название Ферраро-Флорентийский собор. По мнению исследователей, возведение Марка в архиерейское достоинство было сделано для того, чтобы он не как простой монах, а как высокопоставленный церковный иерарх представлял Византию на соборе. Это подтверждается также тем, что до возвращения Марка из Италии ничего не известно о его делах по управлению епархией.
Греческая делегация 4 марта 1438 года прибыла в Ферарру и 9 апреля состоялось открытие Собора. Было принято решение создать комиссию по изучению догматических расхождений между двумя Церквами и выработке условий заключения унии. От православной части комиссии только Марк Эфесский и Виссарион Никейский были уполномочены публично выступать в дискуссиях с католиками. О положении Марка на Флорентийском соборе пишет великий ритор Мануил: «Царь… взял с собой (в Италию) и помянутого блаженного Марка, которого уже там, когда состоялся Собор, прилично поставил своим экзархом…».

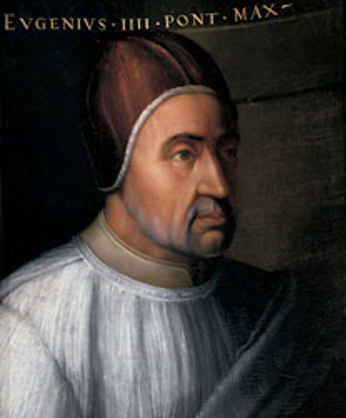
Папа Евгений IV

В начале работы Собора Марк был положительно настроен по вопросу принятия унии. Об этом свидетельствует его речь, обращённая к папе Евгению IV:

Святейший Отец, прими чад твоих, издалека с Востока приходящих: обними их, бывших в разделении в течение долгаго времени; уврачуй смутившихся. Всякий терний и причину преткновения, угрожающие делу мира, повели убрать из среды; скажи и сам твоим Ангелам, как подражатель Бога: «Путь сотворите людем Моим, и ка́мение, еже на пути, размещи́те» (Ис. 62:10).
— Марк Эфесский. Слово перед открытием Флорентийского собора

Собор Санта-Мария-дель-Фьоре, где в 1439 году была подписана Флорентийская уния

За время работы комиссии Марк написал ряд богословских работ: «Десять аргументов против существования чистилища», «Сумма изречений о Святом Духе», «Главы против латинян», «Исповедание веры» и «О времени пресуществления». За это время он отошёл от идеи принятия унии, найдя учение Западной церкви противоречащим догматам Вселенских соборов (в частности вопрос о филиокве). В своём сочинении «О Флорентийском соборе» Марк писал:

…одни слова сменялись другими, и речь рождала речь, как это в их обыкновении; и ничем сколь-нибудь большим их истина не доказала свою силу, хотя они много излили чернил ради себя и многословиями прикрывали её… я же, с тех пор отмежевавшись от них, ушёл в самого себя, для того, чтобы непрестанно согласуясь со святыми моими Отцами и Учителями, всем сделать известным мое воззрение чрез это мое писание, дабы (всякому) желающему было бы возможно взвесить: …я не принял заключенную Унию.
— Марк Эфесский. О Флорентийском соборе
Несмотря на это, в ходе Собора православные иерархи, ознакомившись с учением Римской церкви, под давлением императора и патриарха пришли к выводу, что оно основано на Священном Писании и Священном Предании. После некоторых колебаний все они, кроме митрополита Марка, признали нововведения Римской церкви правомочными, но с оговоркой, что Восточные церкви не станут вводить их у себя. 6 июля 1439 года греческая делегация, включая императора, подписали резолюцию собора, буллу «Laetentur Caeli».
Марк стал единственным из числа греческих иерархов, кто не признал унию. В своём «Окружном Послании против греколатинян и постановлений Флорентийского Собора» он писал: «Итак, братие, бегите от них и от общения с ними; ибо они — „лживи апостоли, делатели нечестивии, преобразующеся во Апостолы Христовы“…».
Когда папе Евгению IV с торжеством представили Акт унии, подписанный греческими представителями, он спросил: «А подписал ли Марк?», и узнав о том, что подписи Марка нет, с горечью воскликнул: «Итак, мы ничего не сделали!»

### Последние годы жизни
1 февраля 1440 года греческая делегация вернулась в Константинополь. По словам историка Дуки, встреча их была безрадостной и на вопрос «победили ли мы?» они ответили: «Продали мы веру нашу, променяли благочестие на нечестие; изменив Святым Дарам, стали азиматами-опресночниками». Константинопольский патриарх Иосиф II скончался в 1439 году во Флоренции, и по возвращении императора в Константинополь место предстоятеля было предложено Марку, но он отказался принять патриаршее достоинство. Патриархом был избран Митрофан II, являвшийся сторонником унии. Византолог Г.А. Острогорский пишет: «Решения, принятые на Соборе во Флоренции, не имели никакого значения. Византийский народ был против постановлений Феррары и Флоренции со страстным фанатизмом, и в то время как все́ увещания сторонников Унии игнорировались, пламенные проповеди Марка Евгеника везде находили восторженный отклик». Вокруг Марка сплотилась многочисленная партия не признавших унию, многие из подписавших буллу епископов взяли свои подписи обратно. Отрицательное мнение Марка об унии было поддержано монастырями, имевшими большое духовное влияние на православное население.
Недолго пробыв в Константинополе, Марк 15 мая 1440 года уезжает в свою митрополию в Эфес. Оттуда он направлял многочисленные послания против унии, которые настроили против него императора Иоанна. Также святитель начал восстанавливать церковную жизнь города, находившегося под властью турок. Жизнь в Эфесе для Марка не была спокойной, и он решил покинуть город. В своём письме к иеромонаху Феофану от 16 июня 1441 года он писал:

…там я не нашёл никакого успокоения и тяжко переболел, и бедствуя от нечестивых и подвергаясь напастям по той причине, что я не имел мандата от властей, я ушёл оттуда с намерением отправиться на Святую Гору.
— Марк Эфесский. Послание к иеромонаху Феофану на Евбейском острове.

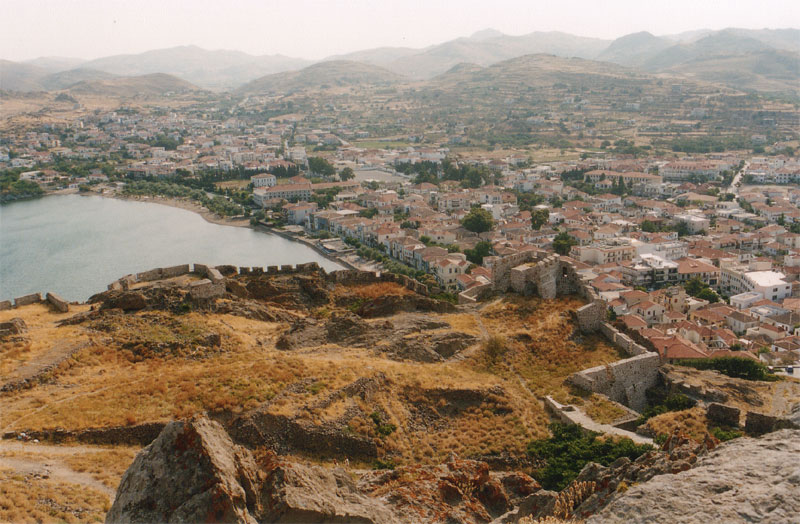
Остров Лемнос, где Марк провёл в заточении два года

Согласно синаксарю Иоанна Евгеника, когда корабль, на котором плыл Марк, пристал к острову Лемносу, митрополит был арестован по указанию императора и заточён в местную крепость Мундрос, в которой провёл два года. В этот период не перестал вести переписку, в которой по-прежнему резко критиковал унию и призывал верующих держаться православия.
В августе (или октябре) 1442 года Марк был освобождён из крепости и вернулся в Константинополь, где продолжил свою борьбу с унией. Григорий III Мамма, бывший в последние годы жизни Марка константинопольским патриархом, придерживался унии и был противником Марка. Несмотря на это, по свидетельству великого ритора Мануила, «…он подъявши многие труды и из обманутых там одних вновь обративши, в том числе и самого приснопамятного царя…». О перемене взглядов императора пишет и сам Марк: «Император… открыто говорит, что кается в совершившемся и слагает вину на покорившихся и подписавших Унию».
…как в течение всей моей жизни я был в разделении с теми, так — и во время отшествия моего, да и после моей смерти, я отвращаюсь от обращения и единения с ними и клятвенно заповедую, чтобы никто (из них) не приближался ни к моему погребению, ни к могиле моей…
Скончался Марк 23 июня 1444 года в Константинополе. По свидетельству Иоанна Евгеника, смерти предшествовала 14-дневная агония:

Проболел он 14 дней, причём сама болезнь, как он сам говорил, оказывала на него то же действие, что и те железные орудия пыток, какие применялись палачами по отношению к святым мученикам, и которые как бы опоясывали ребра и внутренности, сжимали их и оставались прикрепленными в таком состоянии и причиняли совершенно невыносимые боли.

Умирая, Марк обратился к присутствующим с напутственным словом, записанным Георгием Схоларием, в котором он даже в момент смерти проявляет себя как непримиримый борец с унией. В этом же слове Марк напутствует будущего патриарха Геннадия Схолария стать вместо него борцом за веру. Святитель был погребён в Манганской обители в Константинополе.

## Богословское наследие

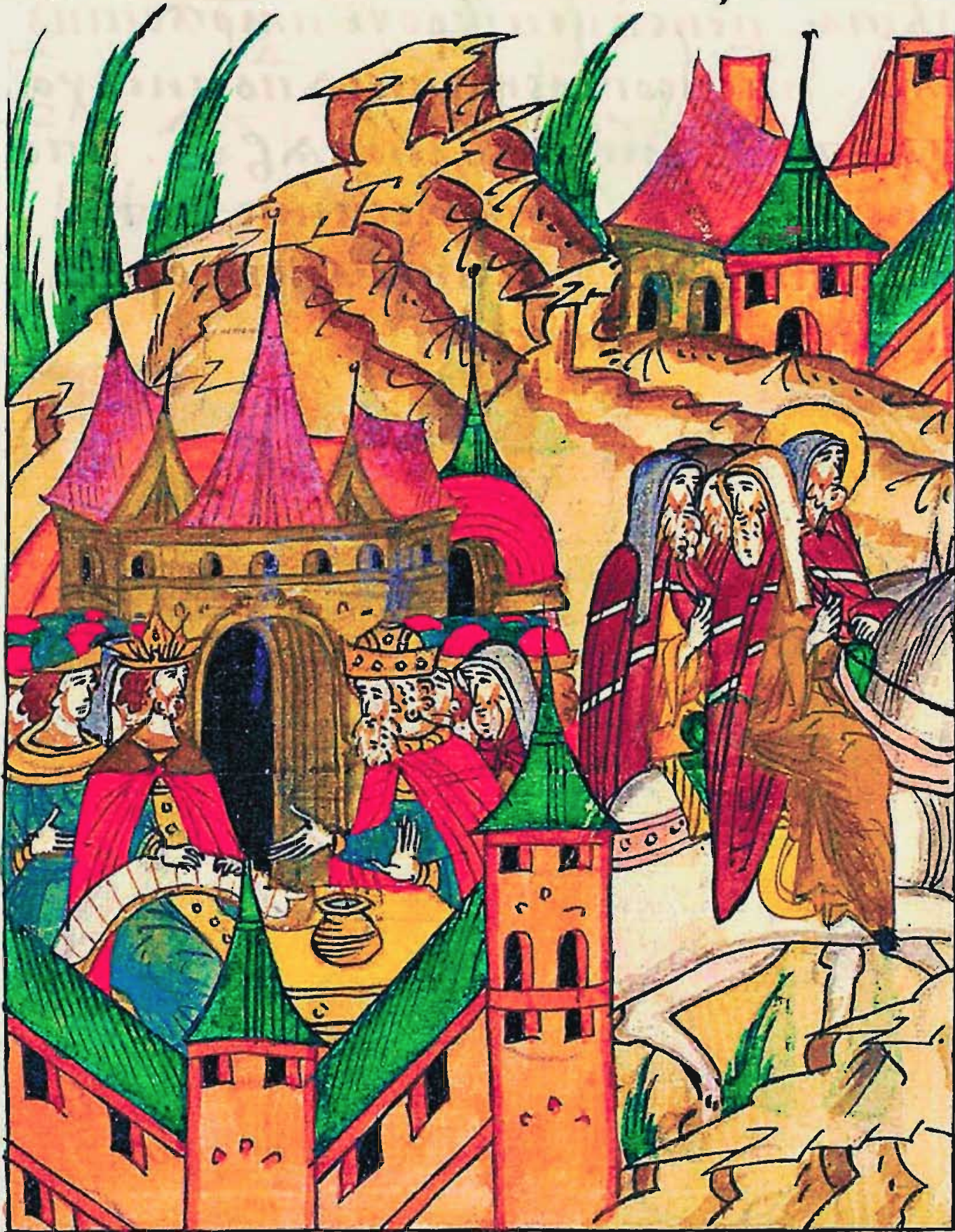
Миниатюра из Лицевого летописного свода о Марке на Флорентийском соборе: «Блаженнейший Марк, митрополит Эфесский, не подписался под их еретическими и ложными утверждениями, также поступили Иверский Митрополит Григорий, Нитрийский Исаакий и Газский Софроний и уехали из города.»

Богословское наследие Марка Эфесского состоит из трудов, написанных им в ходе работы на Ферраро-Флорентийском соборе, и последующих посланий, объясняющих его непринятие унии. В своих трудах как член соборной комиссии Марк излагает свой анализ католического богословия в соотношении с православным. Марк Эфесский указывал, что в Католической церкви ряд догматов (напр., филиокве, чистилище) являются противоречащими Священному Писанию и Преданию.
По отзывам современников Марк был блестящим оратором, но тексты его проповедей не сохранились. Известны его попытки написания автобиографии («Изложение о том, каким образом он принял архиерейское достоинство, и разъяснение о соборе, бывшем во Флоренции», «Послание к иеромонаху Феофану на Евбейском острове»). Труды Марка Эфесского включены в 160-й том Patrologia Graeca.

## Почитание и канонизация
В 1734 году при Константинопольском патриархе Серафиме I был канонизирован определением Священного Синода Константинопольской Православной Церкви:

Священный Марк, именуемый Евгеник, бывший предстоятель и пастырь и архиерей Ефесской Церкви, общепризнанно является святым в нашей Христовой Восточной Церкви и приемлется и почитается несомненно как священный отец Церкви. Наша Святая Христова Восточная Церковь священного сего Марка Ефесскаго, Евгеника, и знает и почитает и радостно приемлет святого сего мужа и богоносного и преподобного и пламенного ревнителя Благочестия и наших Священных Догматов и праваго мышления, Православия поборника и доблестнейшего защитника и прежде поборствовавших в древние времена священных богословов и воевод Церкви подражателя и соревнителя.
Его имя было окончательно  включено в святцы других поместных православных церквей, в том числе и Русской в конце XX века.
В октябре 2012 года канонизирован Русской православной старообрядческой церковью на освящённом соборе.